# Хасекі Мейлішах Султан
  Мейлішах Султан (бл. 1608 ймовірно Сербія - 1632 Стамбул) — наложниця Османа ІІ і мати шехзаде Омера.

## Біографія
Мейлішах народилася приблизно в 1608 році, була сербського походження, ім'я при народженні Маріка. Час і обставини потрапляння Мейлішах в султанський гарем невідомі. 20 жовтня 1621 вона народила сина Омера. Звістка про народження сина застигло юного султана Османа II під час повернення війська в столицю з Хотинської війни. Осман викликав Мейлішах з сином в Едірне, де був влаштоване грандіозне свято. Потім святкування перемістилися в Стамбул, де в січні 1622 несподівано помер шехзаде Омер. Обставини смерті шехзаде залишаються неясними: так, одні історики припускають, що Омер помер від шоку під час гарматної стрілянини, оскільки під час святкувань проходила імітація битв; історик Йозеф фон Гаммер-Пургшталь передбачає, що син султана був убитий випадковим пострілом під час свята. Після вбивства Османа II Мейлішах в числі інших наложниць була вислана в Старий палац. Мейлішах померла приблизно в 1632
році і була похована в мечеті Ая-Софія.

## Діти
Шехзаде Омер (20.09.1621-01.1622)

## Образ в кіно
- У серіалі «Величне століття:Нова володарка» Мейлішах носить ім'я Мелексіма:роль виконала актриса Бесте Кёкдемір.